# Aeculanum
Aeculanum, ibland även Aeclanum, var en fornitaliensk stad i Samnium, i södra Italien. Staden låg ungefär 25 kilometer sydöst om Beneventum, på Via Appia, nära det moderna Mirabella Eclano (provinsen Avellino, regionen Kampanien.

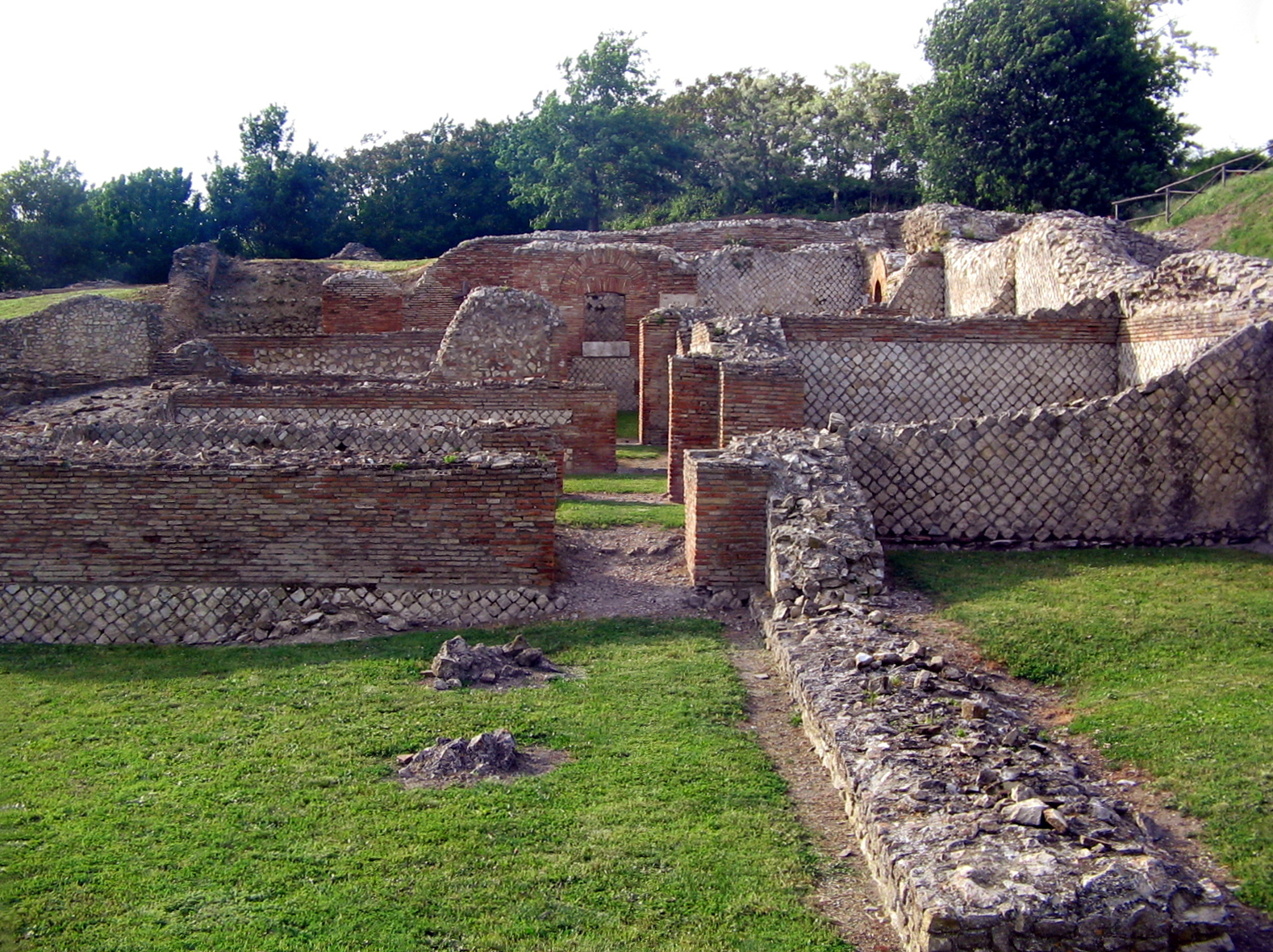
Aeculanum.

Aeclanum var en av hirpinernas viktigaste städer. Två olika vägar som bar till Apulien möttes i Aeclanum: dels Via Aurelia Aeclanensis som ledde genom Trevico till Herdoniae, och dels Via Appia som ledde genom Lacus Ampsanctus och vidare genom Aquilonia och Venusia.
Aeclanum blev den viktigaste hirpinska staden sedan Maleventum blivit en romersk koloni. Sulla erövrade staden 89 f.Kr. genom att tända eld på bröstvärnet. Hadrianus reparerade Via Appia fram till Aeclanum och gjorde också staden till en koloni. På fyrahundratalet var Julianus av Eclanum biskop i staden. Den lombardiska invasionen av Italien ledde till att staden annekterades av hertigdömet Benevento fram till år 663 då staden förstördes av den bysantinske kejsaren Konstans II. Kvar förblev en liten by som kallades Quintodecimo.
Man har funnit lämningar i Aeclanum: delar av stadsmuren, av en akvedukt, termer och en amfiteater, förutom nära 400 inskriptioner.